# Rønne Boldklub
Rønne Boldklub var en dansk fodboldklub hjemmehørende i Rønne på Bornholm. 

## Historie
Klubben blev grundlagt den 1. maj 1897 som cricketklub, og fik først fodbold på programmet i 1903. Det var i starten borgerskabet der dyrkede idræt i klubben, mens Stjernen og KFUM var for henholdsvis afholdsfolk og kirkefolk. Samtidig blev Idrætsklubben Viking Rønne stiftet af Socialdemokratisk Ungdom, som en rival til Rønne BK. I 1947 påbegyndte klubberne i Rønne snak om at slå sig sammen, men først ni år senere lykkedes det to af klubberne af blive enige, da B1910 og Rønne BK slog sig sammen, og dannede Rønne IK den 17. juni 1956.